# Стенель, Маргерит
Маргери́т Стене́ль (фр. Marguerite Steinheil, урождённая фр. Marguerite Jeanne Japy; 16 апреля 1869, Бокур, Территория Бельфор — 17 июля 1954, Хов, Суссекс) — французская авантюристка, хозяйка литературного салона, куртизанка, известная, среди прочего, связью с президентом Франции Феликсом Фором.

## Начало жизни
Из богатой семьи. В 1886 году переехала к своей старшей сестре в Байонну. Там познакомилась с художником Адольфом Стенелем, племянником Месонье, вышла за него замуж (1890), родила ему дочь Марту. Вскоре супруги охладели друг к другу, но не разводились. В их парижском салоне бывали Шарль Гуно, Жюль Массне, Франсуа Коппе, Эмиль Золя и многие другие.

## Отношения с Феликсом Фором
Маргерит была представлена Феликсу Фору в 1897 году в Шамони. Вскоре она стала его любовницей.
16 февраля 1899 года Феликс Фор, разговаривая с Маргерит по телефону, попросил её приехать во дворец в конце рабочего дня. Через некоторое время после приезда Маргерит слуги обнаружили президента, лежащего на диване, и Маргерит, поправлявшую свою одежду. Спустя несколько часов Феликс Фор скончался от инсульта. Сразу после смерти Фора распространились слухи о том, что он скончался во время полового акта. Имеется анекдот, согласно которому на вопрос явившегося священника: Le président a-t-il toujours sa connaissance? (Президент ещё в сознании?) — слуга ответил: «Нет, мы выпроводили» (connaissance значит и «сознание» и «знакомая», то есть возникла игра слов «Он в сознании?» / «Он ещё принимает свою знакомую?»). После этого Стенель получила в Париже каламбурное прозвище похоронное бюро (фр. la pompe funèbre), что также может быть переведено как смертельный насос.
Имя Стенель было тотчас названо в Палате депутатов по этому поводу.

## Последующая судьба

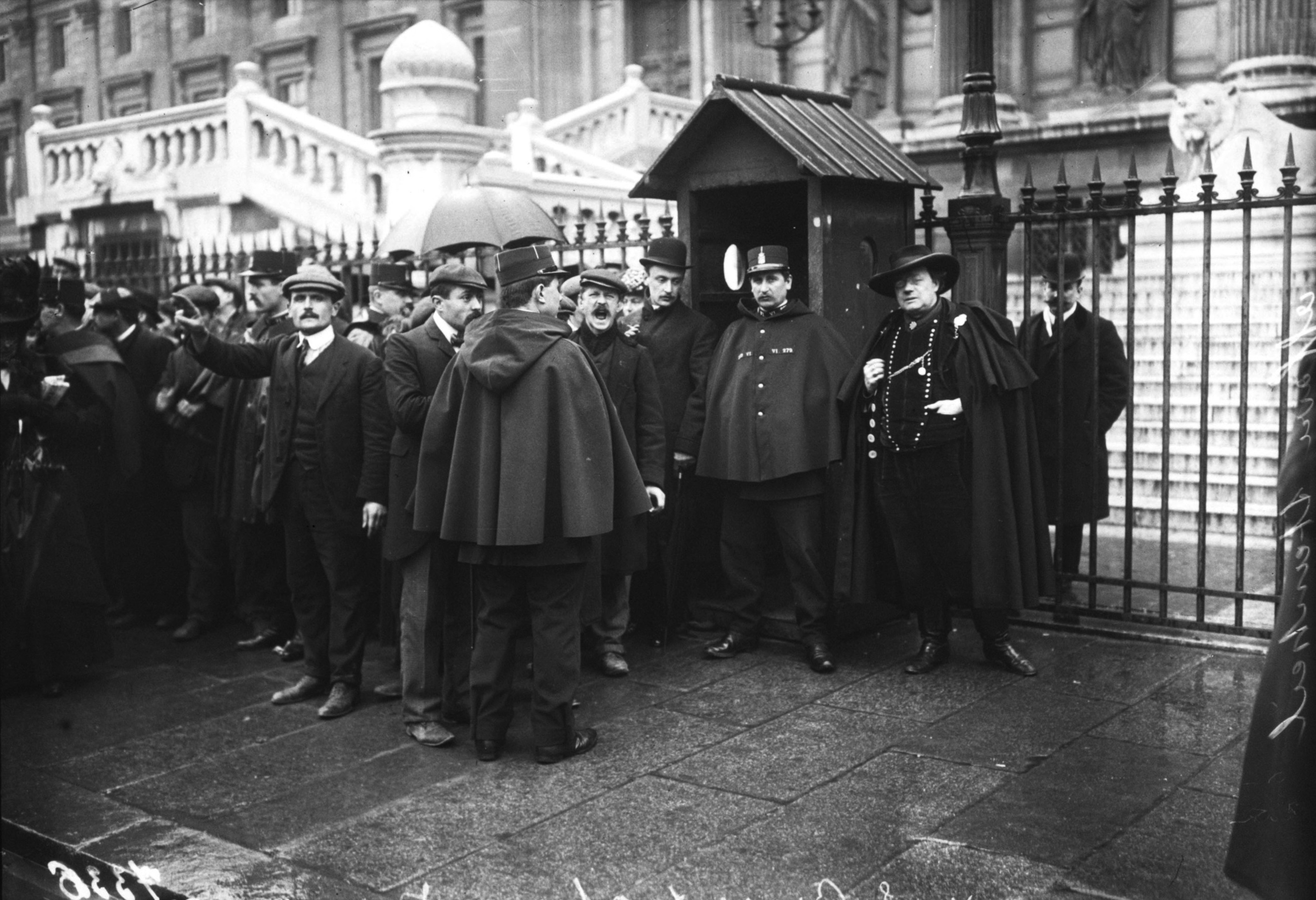
Толпа у парижского Дворца Правосудия во время суда над Маргерит Стенель, 1909

В 1908—1909 годах обвинялась в убийстве мужа и матери Эмили Жапи: их нашли в её доме мертвыми, а её — связанной и привязанной к кровати (ходили слухи, что Стенель хранила дома некие документы, связанные с Феликсом Фором и делом Дрейфуса). Была заточена в тюрьму Сен-Лазар, после шумного процесса, широко освещавшегося прессой (так называемое дело Стенель), оправдана. Позднее жила в Лондоне, в 1917 году вступила в новый брак, на этот раз с лордом Абинджером, имела нескольких любовников из высшего света.
Скончалась в доме престарелых.

## Мемуары
- Mes Mémoires. Paris: Edmond Ramlot, 1912 (англ.изд.: My memoirs. New York: Sturgis & Walton, 1912; голланд. изд.: Mijne Mémoires. Den Haag: Roskes, 1912)

## Образ в искусстве
Ей посвящены драма Роланда Шахта (1933), роман Армана Лану (1983), драма Кристиана Симеона, показанная на Авиньонском фестивале (1999), и др. сочинения.
В 2009 году телевизионный фильм «Любовница президента» снял французский кинорежиссёр Жан-Пьер Синапи, главную роль исполнила Кристиана Реали.
Один из основных персонажей сериала «Парижская полиция 1900» (роль исполнила Эвелин Брошу), действие которого начинается со сцены смерти Феликса Фора, снятой в соответствии с распространенным слухом (см. раздел Отношения с Феликсом Фором).
Обстоятельства дела об убийстве мужа и матери Стенель сходны с предысторией героев в романе Агаты Кристи «Убийство на поле для гольфа».